# William Crookes
Sir William Crookes OM FRS (Londres, 17 de juny de 1832 - Londres, 4 d'abril de 1919) fou un químic anglès i un dels científics més importants en l'Europa del segle xix, tant en el camp de la física com en el de la química. Va estudiar al Col·legi Reial de Química de Londres. Va fundar la revista de divulgació Chemical News, i va ser editor del Quarterly Journal for Science. El 1863 va entrar a la Royal Society i rebé la prestigiosa medalla d'aquesta entitat l'any 1875. El 1888 li fou atorgada la Medalla Davy, i uns quants anys després, el 1897, fou fet cavaller. També fou guardonat amb la Medalla Copley el 1904 i el 1910 va ser nomenat "Sir" rebent l'Orde del Mèrit. Crookes també va ser un dels més importants i destacats investigadors, i després defensor, del que avui dia es coneix com a Espiritisme Científic.

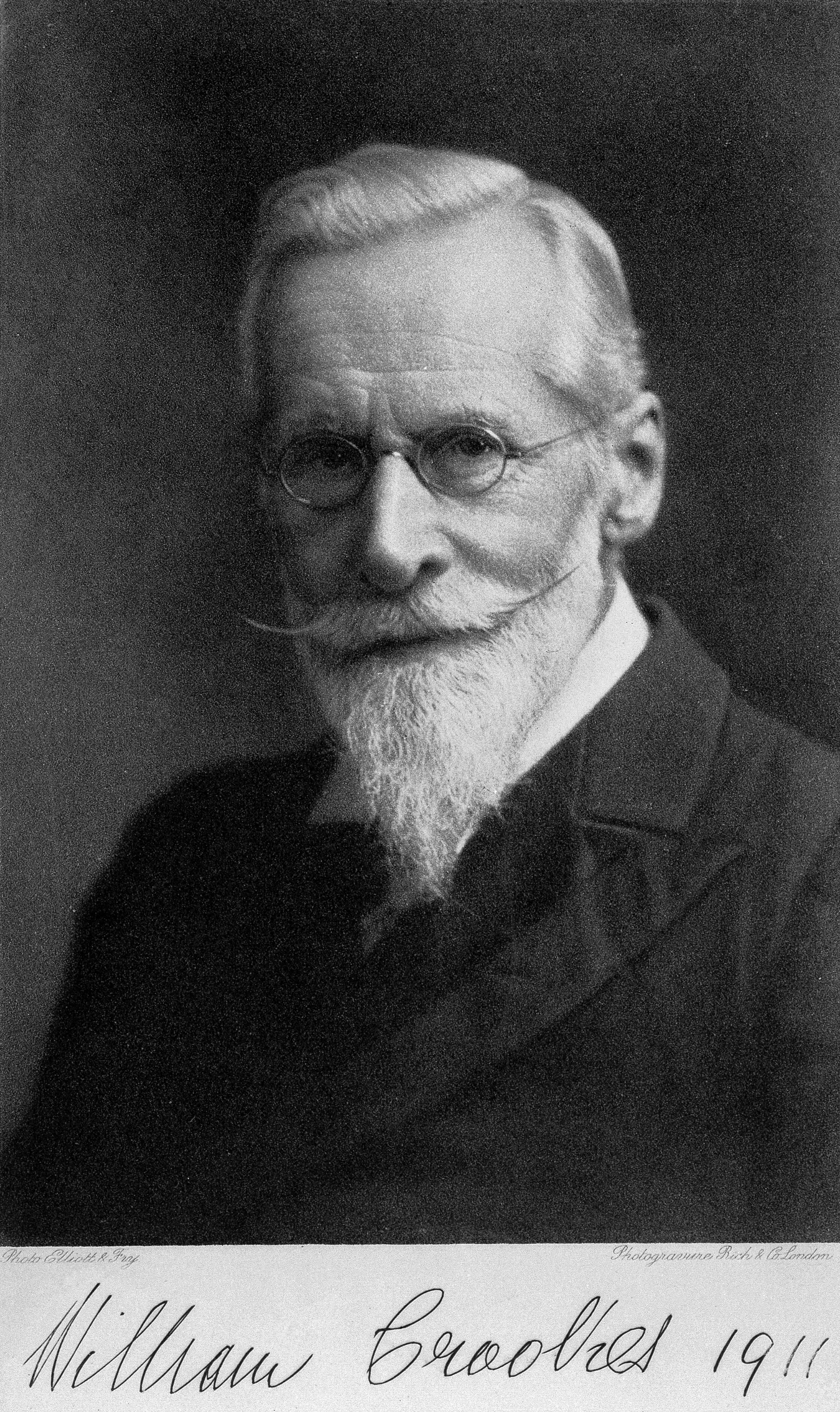
William Crookes

## Investigació científica
Crookes va descobrir l'element metàl·lic tal·li i va desenvolupar un procés d'amalgació per tal de separar la plata i l'or dels seus minerals. En química aplicada va tractar diversos temes: tractament de les aigües de les clavegueres, la fabricació del sucre de remolatxa, el tint de teixits, entre d'altres. No obstant això, el seu treball més important va ser la investigació sobre la conducció de l'electricitat en els gasos.
Va inventar el tub de Crookes, per a l'estudi de les propietats dels raigs catòdics, i també creà el radiòmetre, i l'espintariscopi, un detector de partícules. Entre els seus treballs més importants és el fet d'haver estat el primer en identificar el Plasma (estat de la matèria).
Ideà el radiòmetre de Crookes utilitzant un tub capil·lar de vidre d'una alçada aproximadament de 76 cm. En la seva part superior porta una espècie d'embut que conté mercuri (aproximadament 12 kg) i en la part de sota un recipient per rebre les gotes. Si s'acabava el mercuri de dalt era qüestió de buidar el que havia baixat i tornar-lo a abocar a l'embut superior. Les gotes de mercuri en baixar per efecte de la gravetat lentament extreuen petites porcions d'aire del bulb al qual se li vol fer el buit. Per arribar a la pressió del radiòmetre es necessiten de 6 a 8 hores. És per això que Crookes va poder observar lentament l'inici del gir del radiòmetre sense necessitat de mesurar la pressió. Amb algunes modificacions a la bomba de Sprengel, Crookes va poder arribar a aquesta pressió.

## Espiritisme científic
Fou un dels pioners en la investigació de fenòmens psíquics, específicament en les àrees de materialització i de mediumnitat. El 1870 William Crookes formà part del que es coneix amb el nom de "metapsíquica" (pionera de la Parapsicologia) amb les seves investigacions sobre l'espiritisme i els fenòmens mediúmics. Estudia en profunditat i amb rigor als grans mèdiums físics de l'època com Daniel Dunglas Home, Eusapia Palladino i Florence Cook reconeixent la realitat de les seves extraordinàries facultats. Un dels seus articles més llegits sobre el tema és: "Spiritualism Viewed by the Light of Modern Science". Entre tots els seus escrits sobre aquest tema destaca el llibre titulat "New Experiments about Psychic Force" ("Nous Experiments sobre la Força Psiquica").

## Reconeixements i honors
- (1863) Membre de la Royal Society
- (1875) Royal Medal de la Royal Society.
- (1888) Medalla Davy de la Royal Society.
- (1897) Nomenat Cavaller
- (1904) Medalla Copley de la Royal Society.[1]
- (1910) Nomenat Sir, amb la designació de  Sir Crookes , rebent l'Orde del Mèrit.[2]
- El cràter lunar Crookes és així denominat en honor seu.
- Va ser diverses vegades candidat al premi Nobel, tant en física com en química.[3]